# Trabectedina
La trabectedina, también referida como ecteinascidina 743 y ET-743, es un compuesto químico empleado como fármaco en tratamientos de quimioterapia indicados en estados avanzados del sarcoma de tejidos blandos (STT) y contra el cáncer de ovario.
La trabectedina forma parte del grupo de sustancias conocidas como ecteinascidinas y su molécula se describe como la fusión de tres anillos tetrahidroisoquinolínicos. Es una sustancia natural de origen marino, pues se encuentra en la ascidia (Ecteinascidia turbinata), un invertebrado marino que habita en el mar Caribe.
La trabectedina se une selectivamente a la guanina del ADN provocando una deformación de la estructura molecular de la hélice y consecuentemente, una alteración de los procesos del ciclo celular que provocan la apoptosis celular. La trabectedina fue el primer fármaco que demostró actividad antitumoral en pacientes adultos con sarcoma de tejidos blandos y que no habían respondido a la doxorubicina e ifosfamida.
La trabectedina está comercializada por la empresa española PharmaMar con el nombre de Yondelis(R).